# Jaume I d'Escòcia
Jaume I d'Escòcia (10 de desembre de 1394 - 21 de febrer de 1437) fou rei d'Escòcia, fill de Robert III i d'Annabella Drummond. El 1402 el seu germà gran David va morir a la presó de Falkland, i ell fou enviat a França per a més seguretat, però fou capturat pels anglesos, que l'entregaren al rei Enric IV d'Anglaterra, el qual demanà un rescat al seu pare. El rei va morir el 1406 i el seu oncle Robert Stuart, duc d'Albany, va exercir la regència fins que fou alliberat el 1424.
Es casà amb Joanna Beaufort i el 1418, després del Concili de Basilea, reconegué l'autoritat del papa Martí V. S'hagué d'enfrontar als nobles highlanders com els MacDonalds, senyors de les illes, i al seu oncle el duc d'Albany, cap del partit proanglès. El 1425, per tal d'acabar amb les conspiracions, va fer executar el duc d'Albany i els seus dos fills, i el comte de Lennox, dels quals confiscà les propietats i s'apoderà dels comtats de March, Mar i Strathearn; i el 1429 va fer presoner Alexandre, senyor de les illes. Se’l considerava gasiu i va oprimir el poble amb impostos, però va dictar lleis a favor dels conreus a Lowlands. El 1411 es va fundar la primera universitat escocesa a Saint Andrews, i el 1428 va donar poder als petits terratinents perquè escollissin els representants dels comtats que havien d'anar al Parlament escocès.
A finals del seu regnat l'autoritat reial es va afeblir, i fou traït per Walter, comte d'Atholl i camarlenc reial, que va introduir Robert Graham entre els Frares Negres de Perth i l'assassinaren allí.